# Crenidorsum lasangensis
Crenidorsum lasangensis là một loài côn trùng cánh nửa trong họ Aleyrodidae, phân họ Aleyrodinae.
Crenidorsum lasangensis được Martin miêu tả khoa học đầu tiên năm 1985.